# Marksizam
Marksizam je teorija i politička djelatnost tj. praxis dobivena iz radova  Karla Marxa i Friedricha Engelsa. Svaka politička praksa koja je temeljena na radovima Marxa i Engelsa može se zvati marksizam; u to spadaju različiti oblici politika i misli kao onih od komunističkih stranaka i komunističkih država kao i akademsko istraživanje unutar mnogih polja. Iako postoje mnoge teorijske i praktične razlike između različitih oblika marksizma većina marksizama se dijele:
- pažnju na materijalne uvjete ljudskih života i društvene odnose među ljudima
- vjerovanje da svijest ljudi o uvjetima njihovih života odražava te materijalne uvjete i odnose
- razumijevanje klase u pogledu različitih ekonomskih proizvodnih odnosa i kao određeni položaj unutar tih odnosa
- razumijevanje materijalnih uvjeta i društvenih odnosa kao povijesno promjenjive
- pogled na povijest prema kojemu klasna borba, tj. razvijajući sukob između klasa sa suprotnim interesima, izgrađuje svako povijesno razdoblje i pokreće povijesnu promjenu
- simpatija prema radničkoj klasi i proletarijatu

Glavne točke razdora među marksistima je stupanj njihove posvete prema revoluciji radnika kao sredstvo postizanja ljudske emancipacije i prosvjetiteljstva i točan mehanizam kojim se takva revolucija može uspješno izvesti.
U novije vrijeme su ljevičarske teorije prihvatile filozofske i druge utjecaje iz društvenih znanosti koji su nastali u razdoblju nakon Marxa, te se sve više za suvremenu verziju ljevičarske misli korist naziv "kritička teorija".

## Klasični marksizam
Klasični marksizam je korpus teorije direktno razrađen od Karla Marxa i Friedricha Engelsa. Izraz «klasični marksizam» se često koristi da se razlikuje između «marksizma» kao što je široko smatrano i onoga «što je Marx vjerovao», 
što nije nužno ista stvar. Npr. kratko prije nego što je umro 1883. Marx je napisao pismo vođi francuskih radnika Julesu Guesdeu i svojem vlastitom zetu Paulu Lafargueu, koji su oboje tvrdili da predstavljaju marksističke principe, gdje ih je optužio za «revolucionarno i opovrgavanje vrijednosti sukoba reformista. Parafrazirajući Marxa: «Ako je to marksizam onda, ja nisam marksist.» Kao što je američki marksistički učenjak Hal Draper izrekao: «postoje malo mislilaca u modernoj povijesti čija je misao bila tako loše predstavljena, od strane marksista i antimarksista.»

### Karl Marx i Friedrich Engels
Karl Heinrich Marx je bio izrazito utjecajni njemački filozof, politički ekonomist i socijalistički revolucionar. Marx se doticao velikog broja različitih problema, uključujući otuđenje i izrabljivanje radnika, kapitalistički način proizvodnje i povijesni materijalizam. Ipak, najpoznatiji je po analizi povijesti u kontekstu klasnih borbi kao što je to sažela početna rečenica u Komunističkom Manifestu: «Povijest svih dosadašnjih postojećih društava je povijest klasnih borbi.» Utjecaj njihovih ideja, već popularnih tijekom njegova života, je mnogo bio proširen pobijedom ruskih boljševika u Listopadskoj revoluciji 1917. Ustvari postoje mali broj dijelova svijeta koji nisu značajno bili dodirnuti marksističkim idejama u tijeku 20. stoljeća.
Friedrich Engels je bio njemački politički filozof 19. stoljeća. On je razvio komunističku ideju uz Marxa.
Prvi put su se susreli osobno u rujnu 1844. Otkrili su da imaju slične poglede na filozofiju i kapitalizam te su odlučili da rade zajedno, napravivši određen broj radova među koje spada Die heilige Familie (Sveta obitelj). Nakon što je francuska vlada deportirala Marxa iz Francuske u siječnju 1845. Engels i Marx su odlučili da se presele u Belgiju koja je tada omogućavala veću slobodu izražavanja nego neke druge zemlje u Europi. Engels i Marx vratili su se u Bruxelles u siječnju 1846. gdje su zasnovali komunistički komitet za korespondenciju.
1847. Engels i Marx su zajedno započeli pisati jedan pamflet temeljen na Engelsovim Principima komunizma. Dovršili su pamflet od 12,000 riječi u šest tjedana napisavši ga takvim načinom da komunizam bude razumljiv široj publici i izdali ga kao Komunistički manifest u veljači 1848. U svibnju te godine Belgija je izbacila Marxa i Engelsa. Preselili su se u Koln gdje su započeli izdavati radikalne novine Neue Rheinische Zeitung. 1849. Marx i Engels su morali napustiti Njemačku i smjestili su se u London. Pruske vlasti su vršile pritisak na britansku vlast da izbaci tu obojicu, ali premijer Lord John Russell je odbio. Samo s novcem koji je jedino Engels mogao zaraditi, obitelj Marx je živjela u teškom siromaštvu.
Poslije Marxove smrt u 1883. Engels je posvetio ostatak svoga života uređujući i prevodeći Marxove spise. Ali, i značajno doprinio feminističkoj teoriji vidjevši na primjer uzrok monogamnog braka dominaciju muškarca nad ženom. U tom smislu povezuje komunističku teoriju s obitelji tvrdeći da su muškarci dominirali ženama kao što je kapitalistička klasa dominirala radnicima. Engels je umro u Londonu 1895.

### Rani utjecaji
Klasični marksizam je bio pod utjecajem različitih mislioca. Ti mislioci se mogu podijeliti na tri grupe:
- Njemački filozofi u koje spadaju: Immanuel Kant, Georg Hegel, Ludwig Feuerbach
- Engleski i škotski politički ekonomisti u koje spadaju: Adam Smith i David Ricardo
- Francuski društveni teoretičari u koje spadaju: Jean-Jacques Rousseau, Charles Fourier, Henri de Saint-Simon, Pierre-Joseph Proudhon, Flora Tristan, Louis Blanc

Ostali utjecaji su:
- Antički materijalizam npr. Epikur, Lukrecije
- Giambattista Vico
- Lewis Morgan

### Glavne ideje
Glavne ideje Marxova i Engelsova kolektivnoga dijela uključuju:
- sredstva proizvodnje: Sredstva proizvodnje su kombinacija sredstva rada i predmeta rada korišteni od radnika da rade proizvode. U sredstva rada spadaju strojevi, alati, oprema, infrastruktura i «sve one stvari s pomoću kojih čovjek djeluje na predmet rada i pretvara ga.» U predmet rada spadaju sirovi materijali i materijali direktno preuzeti iz prirode.  Sredstva proizvodnje sama po sebi ne proizvode ništa – radna snaga je potrebna da se proizvodnja uspostavi.
- način proizvodnje: Način proizvodnje je određena kombinacija proizvodnih sila (uključujući sredstva proizvodnje i radnu snagu) i društvenih i tehničkih proizvodnih odnosa (u što spada vlasništvo, moć i kontrolni odnosi koji vladaju proizvodnom imovinom društva često kodificirani kao zakon; kooperativni radni odnosi i oblici povezivanja; odnosi među ljudima i predmetima njihovog rada i odnos između društvenih klasa).
- temelj i nadstruktura: Marx i Engels koriste metaforu «temelj-struktura» da objasne ideju da totalitet odnosa između ljudi s obzirom na «društvenu proizvodnju njihovih postojanja» oblikuje ekonomski temelj na kojemu izrasta nadstruktura političkih i legalnih institucija. Bazi suodgovara društvena svijest u koju spada religijske, filozofske i ostale velike ideje. Baza uvjetuje oboje, nadstrukturu i društvenu svijest. Konflikt između razvoja materijalnih produktivnih sila i proizvodnih odnosa uzrokuje društvene revolucije i ishodna promjena u ekonomskom temelju će prije ili kasnije dovesti do preoblikovanja nadstrukture. Ali za Marxa proces nije jednosmjeran – refleksivan je. Temelj određuje nadstrukturu u prvoj instanci i ostaje temelj oblika društvene organizacije koja tada može ponovno djelovati na oba djela metafore «temelj-struktura» Odnos između nadstrukture i temelja smatra se dijalektičnim, a ne razlikom između dvaju pravih entiteta «u svijetu».
- klasna svijest: Klasna svijest znači samosvijest klase i svojeg kapaciteta da čini u svome racionalnom interesu.
- ideologija: Bez da je dao opću definiciju za ideologiju Marx nekoliko puta je koristio termin da odredi proizvodnju prizora društvene stvarnosti. Prema Engelsu, «ideologija je proces postignut od tzv. mislioca svjesno, točno je, iako lažnom sviješću. Prave motivirajuće sile koje ga potiču ostaju mu nepoznati; drugačije to ne bi bio ideološki proces. Stoga zamišlja lažne ili na prvi pogled motivirajuće sile». Zbog toga što vladajuća klasa kontrolira sredstva proizvodnje, nadstruktura društva kao i njezina vladajuća pravila će biti određena prema tome što je u najboljem interesu vladajuće klase. Kao što je Marx rekao slavno u Njemačkoj ideologiji, «ideje vladajuće klase su u svakoj epohi vladajuće ideje tj. klasa koja vlada materijalnim silama u društvu istovremeno vlada njegovim intelektualnim silama». Stoga je ideologija društva od izrazite važnosti jer zbunjuje otuđene grupe i može stvoriti lažnu svijest kao fetišizam robe (gledajući na rad kao kapital ~ degradacija ljudskog života).
- povijesni materijalizam: Povijesni materijalizam je prvi artikulirao Marx iako sam nije koristio taj termin. Ono traži uzroke razvoja i promjena u ljudskim društvima u smislu u kojem ljudi kolektivno stvaraju sredstva za život, stoga davajući naglasak kroz ekonomsku analizu na sve što koegzistira s ekonomskim temeljem društva (npr. društvene klase, političke strukture, ideologije).
- politička ekonomija: Termin «politička ekonomija je originalno značio proučavanje uvjeta pod kojim je organizirana proizvodnja u država novostvorenih kapitalističkih sistema. Politička ekonomija stoga proučava mehanizam ljudske aktivnosti u organiziranju materijala i mehanizam raspodijele suficita i deficita koji su rezultat te aktivnosti. Politička ekonomija proučava kako sredstva proizvodnje ili određenije kapital se manifestira u ekonomskoj aktivnosti.
- eksploatacija: Marx spominje eksploataciju cijelog segmenta ili klase društva od drugoga. Vidi ju kao inherentno svojstvo i ključni element kapitalizma i slobodnog tržišta. Profit koji je dobio kapitalist je razlika između vrijednosti proizvoda učinjen od strane radnika i nadnice koju radnik dobiva; u drugim riječima, kapitalizam djeluje na temelju plaćanja radnika manje od pune vrijednosti njegovog rada tako da kapitalistička klasa može imati profit.
- otuđenje: Marx spominje otuđenje ljudi od aspekta ljudske prirode. Otuđenje opisuje objektivne značajke situacije osobe u kapitalizmu – nije nužno da one vjeruju ili osjećaju da su otuđeni. On vjeruje da je otuđene sistematski rezultat kapitalizma.

##### Klasa
Marx je vjerovao da identitet društvene klase je dobiven od njenog odnosa prema sredstvima proizvodnje (u opoziciji prema tome da je klasa određena samo po bogatstvu tj. niža klasa, srednja klasa i visoka klasa).
Marx opisuje nekoliko društvenih klasa u kapitalizmu, primarno:
- proletarijat: Oni individualci koji prodaju svoju radnu snagu (i stoga dodaju vrijednost proizvodu) i onaj tko u kapitalističkom načinu proizvodnje ne posjeduju vlastita sredstva proizvodnje. Prema Marxu, kapitalistički način proizvodnje stvara uvjete koji dozvoljavaju buržoaziji da izrabljuju proletarijat zbog činjenice da radna snaga radnika stvara dodanu vrijednost veću od nadnice radnika.
- buržoazija: oni koji posjeduju sredstva proizvodnje i kupuju radnu snagu od proletarijata koji su kompenzirani nadnicom i stoga izrabljuju proletarijat.

Buržoazija se može dalje podijeliti na vrlo bogatu buržoaziju i malu buržoaziju. Mala buržoazija su oni koji zapošljavaju rad ali i rade sami. To mogu biti mali vlasnici, seljaci koji imaju zemlju i trgovački radnici. Marx je predvidio da će mala buržoazija eventualno biti uništena neprestanim izumljivanjem novih sredstava proizvodnje te da će veliki dio male buržoazije biti gurnut u proletarijat.
Marx je identificirao i druge klase kao:
- lumpenproletarijat: Kriminalci, vagabundi, prosjaci itd. Ljudi koji nemaju mjesta u ekonomskim sustavima i koji bi se prodali najvećem ponuđivaću.
- zemljoposjednici: Klasa ljudi koji su bili povijesno važni od kojih netko još ima bogatstvo i moć
- seljaštvo i poljoprivrednici: Ovu klasu je gledao kao neorganiziranu i nesposobnu da izvrši promjenu.  Vjerovao je i da će ta klasa nestati od koje će većina postati proletarijat a ostali zemljoposjednici.

##### Marxova teorija povijesti
Marksistička teorija povijesnog materijalizma razumije društvo kao temeljno određeno materijalnim uvjetima u bilo kojem danom vremenu – to znači odnos u koji ljudi stupaju jedno s drugim da ispune svoje osnovne potrebe npr. da se nahrane i obuku sebe i svoje obitelji. U općem pogledu Marx i Engels su identificirali pet stadija razvoja tih materijalnih uvjeta u Zapadnoj Europi. 
1. Primitivni komunizam: viđen u kooperativnim plemenskim društvima
2. Robovlasničko društvo: koje se rađa kada pleme postane grad-država. Stvorena je aristokracija.
3. Feudalizam: aristokracija je vladajuća klasa. Trgovci se razvijaju u kapitaliste.
4. Kapitalizam: kapitalisti su vladajuća klasa koja stvara i zapošljava pravu radničku klasu.
5. Diktatura proletarijata: radnici dobivaju klasnu svijest, zbacuju kapitaliste i dobivaju kontrolu nad državom. Prijelazni stadij između kapitalizma i komunizma.
6. Komunizam (socijalizam): besklasno i bezdržavno društvo.

## Marksističke škole misli

### Zapadni marksizam
Zapadni marksizam je termin kojim se opisuje široka raznolikost marksističkih teoretičara situiranih u zapadnoj i središnjoj Europi (nedavnije i u Sjevernoj Americi) u kontrastu s filozofijom u Sovjetskom Savezu, Socijalističkoj Federativnoj Republici Jugoslaviji i Narodnoj Republici Kini.  

#### Strukturalni marksizam
Strukturalni marksizam je pristup marksizmu temeljen na strukturalizmu, primarno temeljen na radovima francuskog teoretičara Louisa Althussera i njegovih učenika. Bio je utjecajan u Francuskoj u kasnim 60-ima i 70-ima i utjecala na filozofe, političke teoretičare i sociologe izvan Francuske u 70-ima. 

#### Neomarksizam
Neomarksizam je škola marksizma koja je započela u 20. stoljeću i bazirala se na ranim djelima Marxa, prije utjecaja Engelsa, koja su usredotočavala na dijalektički idealizam umjesto na dijalektički materijalizam. Stoga je odbila ekonomski determinizam i bila više libertarijanska. Neomarksizam dodaje šire razumijevanje društvene nejednakosti, statusa i moći Maxa Webera ortodoksnoj marksističkoj misli.   

#### Frankfurtska škola
Školu je osnovao H. Weil, njemački bogataš koji je okupio njemačke nedogmatske marksiste (M. Horkheimer, Th. Adorno, H. Marcuse, E. Fromm, F. Neumann) koji su netom bili židovi pa se bijegom od Hitlera Frankfurtska škola seli na američka sveučilišta Columbia, Princeton, Berkley. Nakon 2. svjetskog rata institut seli nazad u Frankfurt gdje djeluje "druga generacija" i J. Habermas. 

Poznati su po "kritičkoj teoriji društva" koja se temelji na izvornoj marksističkoj filozofiji.
Kritiziraju pozitivizam, odbacuju grubi pozitivizam. Adorno i Horkheimer slijedeći F. Nietzschea kritiziraju prosvjetiteljstvo i čovjeka dominantnog nad prirodom a zarobljenikom vlastitog instrumentalnog uma. 
Društvena promjena nije svediva na ekonomski determinizam, novi socijalni pokretači promjena su proizvođači ideja, a ne stvari.

### Postmarksizam
Postmarksizam je naziv za nastojanje nekih autora - u vrijeme opadanja entuzijazma u mogućnost izgradnje onakvog socijalizma za kakvoga su se zalagali lenjinisti - da se dokonstrukcijom marksističke misli (polazeći od spisa samog Marxa) stvori jedan novi ljevičarski diskurs. Termin "post-Marxism" su prvi upotrijebili Ernesto Laclau i Chantal Mouffe (University of Essex) u djelu "Hegemony and Socialist Strategy" iz 1985. godine. Postmarksisti ne sagledavaju gospodarstvo kao temelj države i politike, nego kao zasebni entitet u kojem se ipak ostvaruju interesi sukobljenih klasa.

## Marksizam kao politička djelatnost

### Lijevi komunizam
Lijevi komunizam je naziv za heterogenu skupinu političkih organizacija i pojedinaca proizašlih iz lijevih krila partija rane Kominterne. Sam naziv "lijevi komunizam" dolazi od naziva Lenjinovog teksta Dječja bolest ljevičarstva u komunizmu (rus.: Детская болезнь "левизны" в коммунизме) u kojemu napada "lijeve" tendencije u njemačkoj, ruskoj, britanskoj i tek površno talijanskoj komunističkoj partiji. Komunistička se ljevica od samog početka diferencirala na dvije struje - njemačko-nizozemsku i talijansku - po pitanjima daljnjeg sudjelovanja u Kominterni te centralizaciji i ulozi partije u revoluciji i diktaturi proletarijata, no obje su struje ipak imale mnogo dodirnih točaka. Neke od zajedničkih pozicija komunističke ljevice uključuju odbijanje sudjelovanja u parlamentarnim izborima i zalaganje za uspostavu radničkih vijeća i sovjeta, suprotstavljanje pokretima za nacionalno oslobođenje (smatravši ih primjerom klasne kolaboracije koja udaljava radništvo od revolucionarne borbe), a kasnije i odbijanje sudjelovanja u ujedinjenom i narodnom frontu; većina se stavova komunističke ljevice može sažeti pod borbu za političku samostalnost radničke klase i beskompromisno zalaganje za proletersku revoluciju.
Komunistička ljevica u Nizozemskoj i Njemačkoj bila je personificirana ličnostima Antona Pannekoeka i Hermana Gortera i predstavljala je vrlo brojnu struju u novoosnovanoj Komunističkoj partiji Njemačke (KPD). Utjecaj lijevog krila partije nije bio po volji njenom vodstvu koje je djelovalo na liniji Kominterne, odnosno boljševičkog centralnog komiteta, te je ono kolektivno izbačeno iz stranke krajem 1919. godine. U travnju 1920. izbačeni lijevi komunisti osnovali su novu stranku - Komunističku radničku partiju Njemačke (KAPD) - koja je u tom trenutku imala otprilike podjednak (ako ne i veći) broj članova kao i preostali dio KPD-a. Ubrzo potom dolazi i do podjela u Komunističkoj partiji Velike Britanije gdje je lijevo krilo predvođeno Sylvijom Pankhurst osnovalo malenu Komunističku radničku partiju, te u Bugarskoj i Nizozemskoj u kojoj nastaje Komunistička radnička partija Nizozemske (KAPN). Ove su stranke ubrzo potom osnovale Komunističku radničku internacionalu (KAI), usprkos kritikama nekih članova komunističke ljevice koji su tvrdili da je takav potez preuranjen. KAPD, a s njom i čitava KAI u narednih nekoliko godina doživljava brzo osipanje članstva i nekoliko unutarnjih raskola, kao i nastanak tendencije komunizma radničkih vijeća (predvođenu njemačkim komunistom Ottom Rühleom), koja gotovo u potpunosti odbacuje samu formu komunističke partije i približava se anarhizmu. Zanimljivo je spomenuti kako je i u Jugoslaviji postojala jezgra lijevih komunista, grupa Revolucionarnih komunista Jugoslavije, koja se protivila ranoj uspostavi nove internacionale, a na putu nazad s kongresa KAI 1921. godine njihovi su delegati uhićeni, vjerojatno zbog dojave policiji od strane KPJ.
Talijanska se komunistička ljevica, pak, formira oko vodstva mlade Komunističke partije Italije (PCI) u periodu tzv. crvenog dvogodišta (tal.: biennio rosso), a njeni su stavovi bili najjasnije definirani u člancima koje su pisali prvi sekretar PCI Amadeo Bordiga i revolucionar Onorato Damen.[nedostaje izvor]

## Kritike
Prema hrvatskom ekonomistu Velimiru Šonji, glavne greške Marxizma smještene su u Marxovim teorijama o ekonomiji: on je smatrao kako sva dodana vrijednost pripada radniku, ne priznajući nikakvo pravo na naknadu za ulaganje kapitala. Međutim, iznosi Šonje, "...kapitalu pripada naknada za odgođenu potrošnju (kapitalist akumulaciju uvijek može povući iz proizvodnje i preusmjeriti u neki vid potrošnje); drugo, pripada mu naknada za očekivanu inflaciju u dugom roku (radi se o naknadi radi očuvanja realne vrijednosti); i treće, ujedno i najvažnije, kapitalu pripada naknada za rizik (kapital uložen u proizvodnju je svakoga dana na bubnju). Marx nije shvaćao da bez premoštenja ove tri prepreke kroz dovoljno visoku nagradu za ulaganja ne bi bilo ni kapitala, ni modernog života i rada, i malobrojno bi se čovječanstvo i dalje sastojalo od raštrkanih plemena....Sljedeća velika Marxova ekonomska pogreška odnosi se na kombinaciju (točnog) predviđanja da logika kapitalizma dovodi do dugoročnog rasta produktivnosti rada zbog relativno sve većeg angažmana kapitala (strojeva) u odnosu na rad, i (dramatično netočnog) predviđanja da takav razvoj dovodi do stalnog pada udjela rada u dodanoj vrijednosti... Marx nije mogao ni zamisliti suprotne ishode: da rast produktivnosti rada izravno, zbog akumulacije kapitala, i neizravno, zbog sve veće potražnje za znanjem i vještinama te napretka u organizaciji i institucijama, dovodi do istovremenog rasta broja stanovnika, zaposlenih, nadnica i životnog standarda." Povijest razvoja kapitalističkog svijeta nakon Marxa nije potvrdila njegova predviđanja, te se u praksi pokazalo da su gospodarstva i društva ustrojena na kapitalistički način bila uspješnija od onih u kojima se slijedilo marksističke postulate - koji su uključivali suzbijanje ekonomskih sloboda, slobode vjeroispovijedi, političkih sloboda i drugih sloboda i prava pojedinca, te preveliku ulogu države u životu društva.
Do zaključaka do kakvih je došao Šonje došli su kritičari marksizma još krajem XIX. stoljeća - dakle prije nego što su komunisti u stvarnosti proveli revolucije i iskušali marksističke teorije u stvarnosti mnogih naroda. Tako papa Lav XIII. u enciklici Rerum Novarum iz 1891. godine piše da bi praktičnim provođenjem marksističkih ideja "nestalo ... privatne inicijative uma i marljivosti pojedinca. Tako bi nužno presušili i izvori bogatstva. Ona zamišljena jednakost ne bi bila drugo nego opća nevolja i bijeda. Iz svega toga slijedi da treba odbaciti socijalističko načelo o zajedništvu dobara, jer on škodi i onima kojima bi trebalo pomoći. Ono se protivi naravnim pravima pojedinaca, iskrivljuje dužnost države i muti opći mir." U toj se Enciklici već nalazi ekonomistička i pravna kritika osnovnih Marxovih postavki, koje su dakle već u to vrijeme bile uvjerljivo opovrgnute: "Svatko tko vrši kakav koristan rad, prvotno nastoji da stvar stekne i učini je svojom prenijevši je u privatno vlasništvo. Naime, ako tko svoje sile i svoju marljivost daje drugomu, čini to da sebi stekne ono što mu je potrebno za život. Za uloženi trud ima ne samo istinito i potpuno pravo tražiti plaću, već primljenu plaću može upotrijebiti kako mu je volja. Ako malo troši, može nešto i prištedjeti. Da tu ušteđevinu bolje osigura, može je uložiti u posjed. Takav posjed nije zapravo ništa drugo nego sama plaća koja je dobila drugi oblik. Zato će tako kupljeno zemljište biti isto tako vlasništvo radnika kao i plaća koju je stekao radom. U tome upravo leži vlasništvo i pokretne i nepokretne imovine. .. nema razloga da se općenito pribjegava državnoj upravi, jer je čovjek stariji od države ... Građanski zakoni, kad su pravedni, dobivaju svoju snagu od naravnog zakona, potvrđuju pravo privatnog vlasništva o kojemu govorimo te ga brane upotrebljavajući i silu."

## Vanjske poveznice

### Opći izvori
- Reason in Revolt: Marxism and Modern Science By Alan Woods and Ted Grant
- London Philosophy Study Guide on Marxism  Arhivirana inačica izvorne stranice od 31. siječnja 2009. (Wayback Machine) (nudi mnoge sugestije za što se može čitati, oviseći o učenikovom poznavanju materije)

### Uvodni članci
- Introductory article by Michael A. Lebowitz  Arhivirana inačica izvorne stranice od 18. veljače 2009. (Wayback Machine)

### Kritika marksizma
- Main Currents of Marxism. Volume I: The Founders, Volume II: The Golden Age, Volume III: The Breakdown  Arhivirana inačica izvorne stranice od 24. lipnja 2008. (Wayback Machine) kritika Leszeka Kołakowskoga
- The Open Society and Its Enemies. Volume II: The High Tide of Prophecy (Hegel, Marx and the Aftermath)  Arhivirana inačica izvorne stranice od 4. rujna 2006. (Wayback Machine) kritika Karla Poppera
- Lecture XXXV "A Philosophy of Life" uključuje i kritiku Sigmunda Freuda